# 大阪市立加美小学校
大阪市立加美小学校（おおさかしりつ かみしょうがっこう）は、大阪府大阪市平野区にある公立小学校。

## 概要
旧渋川郡加美村にあった2小学校が統合し、1887年に創立した。その後、当校から3小学校が分離・独立している。
校区に在日韓国・朝鮮人をはじめとした在日外国人が多く居住しているため、在日外国人問題を中心とした人権教育に力を入れている。在日韓国・朝鮮人児童を対象にした民族学級が開設されているが、大阪市の小学校では、もっとも古い時期に開設（1950年）された学校の一つでもある。

## 沿革
1873年に堺県渋川郡第三十六番鞍作小学校が、渋川郡鞍作村（町村制実施により加美村）に設置された。また1874年には渋川郡正覚寺村（町村制実施により加美村）に堺県渋川郡第百五十番正覚寺小学校が設置された。
1887年5月20日に鞍作・正覚寺の両校が統合し、現在地に新校舎を設置して龍華（たちばな）尋常小学校が発足した。学校沿革史の上では、龍華尋常小学校の発足をもって学校創立と位置づけている。
高等科は近隣町村との連合で設置された杭全高等小学校（のち平野高等小学校）に委託していた。1938年に学校組合から脱退し、加美村独自で高等科を設置することになった。これに伴い1938年に高等科を併設し、加美尋常高等小学校と改称している。
1940年には大阪府女子師範学校の教育実習先に指定され、師範学校附属小学校の役割も担った。大阪府女子師範学校は府立から官立に移管、戦後は新制大阪学芸大学（現大阪教育大学）へ改編されたが、引き続き、大阪学芸大学平野分校教員養成2年課程で学ぶ学生の教育実習校となった。教育実習生の受け入れは、1959年に教員養成2年課程が廃止されるまでの19年間にわたった。
1960年代以降は地域の宅地化に伴って児童数が急増した。1970年前後には児童数が約2500人となり、日本でも2番目のマンモス小学校といわれるほどになった。そのため1971年には大阪市立加美南部小学校と校区の調整をおこない、また分校を設置している。分校は翌1972年に大阪市立加美北小学校として独立した。
また1977年には大阪市立加美東小学校を分離している。

### 年表
- 1873年5月 - 堺県渋川郡第三十六番鞍作小学校が、鞍作村に開校。
- 1874年5月 - 堺県渋川郡第百五十番正覚寺小学校が、正覚寺村に開校。
- 1887年5月20日 - 鞍作・正覚寺の2校合併、渋川郡龍華尋常小学校として現在地に創立。
- 1895年8月1日 - 渋川郡加美尋常小学校と改称。
- 1896年4月1日 - 郡の合併により、中河内郡加美尋常小学校と称する。
- 1938年4月1日 - 高等科を併置。中河内郡加美尋常高等小学校と改称。
- 1940年4月 - 大阪府女子師範学校の教育実習先に指定され、大阪府女子師範学校第二附属加美尋常高等小学校と称する。
- 1941年4月1日 - 国民学校令により、大阪府女子師範学校第二附属加美国民学校と改称。
- 1943年4月1日 - 師範学校の官立移管により、大阪第一師範学校女子部代用附属加美国民学校と改称。
- 1944年 - 中河内郡加美南部国民学校（現大阪市立加美南部小学校）を分離。
- 1947年4月1日 - 学制改革により、大阪第一師範学校女子部代用附属加美村立加美小学校と改称。
- 1950年 - 在日韓国・朝鮮人児童を対象にした民族学級を開設。
- 1952年 - 大阪学芸大学から地方実習協力校に指定される。
- 1955年4月3日 - 加美村が大阪市へ編入したことに伴い、大阪市立加美小学校と改称。
- 1959年 - 大阪学芸大学平野分校教員養成2年課程の廃止に伴い、地方教育実習校指定が自然解消。
- 1971年 - 分校を設置。校区を変更。
- 1972年4月1日 - 分校が大阪市立加美北小学校として独立。
- 1977年4月1日 - 大阪市立加美東小学校を分離。
- 1982年4月 - 標準服を制定。
- 2009年 - 新講堂兼体育館竣工。
- 2010年 - 新校舎竣工。

## 通学区域
- 大阪市平野区 加美正覚寺1丁目（大半地域）、加美正覚寺2丁目-4丁目、加美東1丁目・2丁目、4丁目（一部）、加美北6丁目（一部）、加美西1丁目（大半地域）、平野市町2丁目（一部）、平野北2丁目（一部）。

卒業生は基本的に大阪市立加美中学校に進学する。

## 出身者
- 久本雅美(2012年2月放送の課外授業 ようこそ先輩で取り上げられた)

## 交通
- 関西本線（大和路線） 加美駅 北西へ約800m。
- おおさか東線 新加美駅 北西へ約900m。
- 大阪シティバス・近鉄バス 加美小学校前バス停。